# Per Christian Ellefsen
Per Christian Ellefsen (født 14. februar 1954) er en norsk skuespiller, som bl.a. er kendt som Ingvar Ambjørnsens figur Elling i teaterstykket og filmtrilogien om ham, samt som Tom Ivar Hove i tv-serien Hotel Cæsar på TV 2 i 2008.
Ellefsen er uddannet fra Statens teaterhøgskole, hvor han gik fra 1974 til 1977. Efter endt uddannelse arbejdede han to år ved Sogn og Fjordane Teater, indtil han i 1979 startede som freelance skuespiller i Oslo. Han har medvirket i en række teaterstykker på Oslo Nye Teater.